# Ormrötter
Ormrötter (Bistorta) är en växtsläkte i familjen slideväxter med ca 50 arter från Eurasien och Nordamerika.
Fleråriga örter med kraftiga, krypande jordstammar. Stammarna är ogrenade eller grenade, upprätta till krypnade. Bladen är breda eller smala, ibland vågiga eller krusiga med tydlig uppdelning i basala blad och stjälkblad.
Blommorna kommer i täta, axlika klasar och är fyr- till femtaliga. Ståndarna är (4-) 5-8 (-10). Fruktämnet är vanligen trekantigt, pistillerna 1-3, långa, fria eller sammanväxta vid basen, märket enkelt, mycket litet. Frukten består av små nötter.
Omrötterna är närstående pilörterna (Persicaria) men det släktet är vanligen ettåriga örter som rotar sig vid noderna. De saknar tydligt basala blad. Blommans delar är ofta reducerade och pistillen är ensam.